# Niclas Kirkeløkke
Niclas Vest Kirkeløkke, född 26 mars 1994, är en dansk handbollsspelare (högernia), som spelar för Rhein-Neckar Löwen och det danska landslaget.

## Meriter
Med klubblag
- Tyska cupen:
  -  2023
- Danska mästerskapet:
  -  2019
- Danska cupen:
  -  2015 och 2017

Med landslag
- OS 2024 i Frankrike
- VM 2023 i Sverige/Polen
- VM 2025 i Kroatien/Danmark/Norge
- EM 2024 i Tyskland
- EM 2022 i Ungern/Slovakien
- U19-VM 2013
- U18-EM 2012

Individuella utmärkelser
- All-Star Team som bästa högernia vid U19-VM 2013